# Абай (Сауранский район)
Абай (каз. Абай) — село в Сауранском районе Туркестанской области Казахстана. Входит в состав Бабайкурганского сельского округа. Код КАТО — 512633200.

## Население
В 1999 году население села составляло 1556 человек (800 мужчин и 756 женщин). По данным переписи 2009 года, в селе проживало 1513 человек (764 мужчины и 749 женщин).